# یوجیرو تاکیتا
یوجیرو تاکیتا (انگلیسی: Yōjirō Takita؛ زادهٔ ۴ دسامبر ۱۹۵۵) کارگردان و فیلم‌نامه‌نویس اهل ژاپن است.
وی کارگردان فیلم‌هایی همچون باتری بوده است، تاکیتا برای فیلم عزیمت‌ها برنده جایزه اسکار بهترین فیلم خارجی زبان در سال ۲۰۰۹ شده است.